# 2010年宇宙の旅
『2010年宇宙の旅』（2010ねん うちゅうのたび、原題：2010: Odyssey Two）は、アーサー・C・クラークが1982年1月に発表したSF小説。
クラークが小説版を執筆し、スタンリー・キューブリックが映画版を監督・脚本した『2001年宇宙の旅』（原題：2001: A Space Odyssey）の続編にあたる。前作のうち、少なくともディスカバリー号の目的地に関しては映画版に従っている。
この小説を原作とする映画は"2010: The Year We Make Contact"（"2010"とも表記される）のタイトルでピーター・ハイアムズが製作・監督・脚本を務め、1984年12月にアメリカで公開された。同映画の日本語版は『2010年』のタイトルで翌1985年3月に日本で公開された。

## あらすじ
前作で失敗に終わったディスカバリー号による木星探査から9年後の世界が舞台である（映画版『2001年宇宙の旅』ではディスカバリー号の目的は木星探査であったが、小説版『2001年宇宙の旅』では木星ではなく土星が目的地であった。この矛盾点はクラーク自身が『2010年宇宙の旅』の序文において言及している）。
ディスカバリー号の船長デビット・ボーマンの上司であり、前作において月のティコクレーターで発見されたモノリス (TMA-1) の調査を行ったヘイウッド・フロイド博士が本作の主役である。フロイド博士を含むアメリカとソ連の共同チームは、木星系で連絡を絶ったディスカバリー号を調査するために、ソ連の宇宙船レオーノフ号に乗り込み、木星に向かった。
その頃、レオーノフ号より遅れて地球を出発した中国の宇宙船チェン号も、木星を目指していた。チェン号は燃料消費量を考えないほどの加速を行い、レオーノフ号よりも先に木星に到着した。そして、エンジンの推進剤としての水を補給するために、木星の第二衛星エウロパへ着陸した。しかし、着陸後の水の補給作業中に、エウロパの海に生息していた大きな生命体によって、船体をつぶされてしまう。ただ一人生き残った男から、レオーノフ号へ無線が届き、その概要が明らかになった。その生命体は、船の照明灯にひかれて海から現れ、動物とも植物とも分からなかったそうだ。男は、また連絡すると言ったが、二度と声は聞こえなかった。
レオーノフ号はディスカバリー号との邂逅（再会）に成功し、人工知能HAL 9000の製作者であるチャンドラ博士がHAL 9000の復旧を行う。
その頃、前作で行方不明になったボーマン船長は、モノリスを制御している宇宙人のように、実体を持たないエネルギー生命体になっていた。小説版ではボーマンは宇宙人の指示により、エウロパの氷の下の調査などを行う。エウロパの氷の下には水棲生物が生息し、木星本星の雲の下では鳥類のような生物が生息していた。どちらもまだ原始的な生物であったが、宇宙人はエウロパの生物の方がより高等な生物に進化する可能性が高いと考えていた。ボーマンは遠く離れた地球へ移動し、人間のデイビット・ボーマンだった時の大切な人々を訪ねる。小説版、映画版ともに母親の髪をブラシで梳くシーンと、テレビ画面を通じて元恋人（映画版では元妻。小説版のボーマン船長は結婚していない）と会話するシーンが描かれる。
ボーマンは塵を集めてかつての自分の立体映像を作ってフロイド博士の前に姿を現し、博士に15日以内に木星から離れるよう警告する。フロイド博士は理由を尋ねるが、ボーマンは「素晴らしい何か」が起こるとだけ答える。フロイド博士は他の乗組員を説得しようと苦心するが、木星に突然黒点が現れ、それが急速に大きくなっていくことがわかり、皆が異状に気付く。HAL 9000の望遠鏡を用いた調査により、黒点の正体は多数のモノリスであり、個数が幾何級数的に増大していることが判明する。
レオーノフ号の乗組員は、ディスカバリー号をブースターロケットとして使用し、当初の予定よりも早く地球へ向けて帰還することが可能な計画を立てる。ディスカバリー号自身の燃料は不足してしまうため、ディスカバリー号とHAL 9000は木星の引力圏内に留まらざるを得ない。ディスカバリー号の制御にはHAL 9000の協力が必須である。しかし、HAL 9000にとっては自分を遺棄する計画であるため、前作同様にHAL 9000が精神的なストレスに耐え切れずに正常に動作しなくなってしまう惧れがあり、乗組員を緊張させる。チャンドラ博士はこのままでは乗組員が危険であるとしてHAL 9000の説得を行う。
HAL 9000は指示に従った。モノリスの大群が木星を被い尽くしてしまう直前に、レオーノフ号は木星を出て地球へ向かう。小説版で部分的な説明がなされるだけだが、モノリスの個数を増やして木星の質量を増加させることで、遂に核融合が始まり、木星は小さな恒星（ルシファーと呼ばれることになる）として輝き始める。小説版ではモノリスはエウロパに生息する生物を優先し、木星本星に生息していた生物を犠牲にして木星を恒星化したとしている（映画版では木星本星の生命体は描かれていない）。
レオーノフ号が木星を去った後、遺棄されたHAL 9000はディスカバリー号船内でボーマンと再会し、地球へ向けてのメッセージ（「これらの世界は全てあなた方のものだ。ただし、エウロパは除く。決して着陸してはならない」）を繰り返し発信し続けるが、木星が恒星化した際にHAL 9000はディスカバリー号と一緒に破壊されてしまう。HAL 9000はボーマンと同様に実体を持たないエネルギー生命体となって、彼の仲間になる。
小説版では終章として、約1万8千年後である西暦20,001年の世界が語られる。エウロパではある種が進化し、原始的な社会を構成するまでに至っている。彼らエウロパ人は、かつては木星だった恒星ルシファーを太陽と呼び、本当の太陽（太陽系の中心にある太陽）を冷たい太陽と呼んでいる。エウロパ人はエウロパのうち常にルシファーの側を向いている側の半球に生息している。木星の他の衛星イオ、ガニメデ、カリストは地球人により植民地化されていた。エウロパへの着陸や探査は何度も試みられたもののモノリスによって空中で破壊されてしまい、成功していなかった（ただし、この後に書かれた『2061年宇宙の旅』『3001年終局への旅』ではそれぞれ宇宙船が着陸し、ボーマンと接触している）。エウロパ人はモノリスを崇拝している。その時が来るまで地球人とエウロパ人との接触をモノリスは拒み続けるだろう。